# Soleá (cante)
La soleá (soleares al plurale) è una delle forme musicali base o "palos" del flamenco, probabilmente originatasi intorno a Cadice o Siviglia in Andalusia, la regione più a sud della Spagna. Essa è normalmente accompagnata soltanto dalla chitarra, in chiave di Mi [E] maggiore in modo frigio, sebbene la si senta a volte anche nel modo di La [A] frigio.

## Storia
Le origini della soleá, come succede infatti per molti altri "palos", è avvolta un alone di oscurità, ed è stata oggetto di molte speculazioni arbitrarie. A dispetto del fatto di essere uno dei più prestigiosi palos, la soleá viene considerata relativamente recente rispetto alle tonás e alle seguiriyas. La più recente menzione che se ne fa, riferita come a "soledades", è quella del poeta ispanico Gustavo Adolfo Bécquer, nel 1862. La loro esistenza anteriore al 1850 è spesso data per scontata, ma non è mai stata provata. Il folklorista Demófilo assicura, non prima del 1879, che esse derivino dalle "coplas de jaleo", tipi di canzone festive aventi un ritmo molto vivace, apparentemente molto popolare, della metà del XIX secolo. Questi fatti contraddicono altri punti di vista secondo cui la soleá sarebbe stata l'origine degli altri palos del flamenco e da principio fu uno stile grave e solenne. Nei tempi andati, la soléa, come pure il jaleo, sembrano siano stati legati all'ambiente gitano di molte città della provincia di Cadice e Siviglia.
Il periodo d'oro della soleá viene circoscritto all'ultimo quarto del secolo XIX, al tempo che il "café cantante" (caffè musicale) era il luogo di ritrovo preferito dagli artisti del flamenco. Molte delle melodie della soleá sappiamo che sono state attribuite a cantanti attivi in quei tempi. Con la fine del secolo, altri "palos" come quelli appartenenti al gruppo dei "cantes libres" come malagueña, tarantas, o cartageneras acquisirono la supremazia. Ai tempi dell'"Ópera Flamenca", la soleá fu posta in secondo piano dai fandangos, canzoni popolari modellati sul ritmo delle bulerías e "cantes de ida y vuelta" come le guajiras.
Durante gli anni 1950-1970, al tempo del neo-traditionalismo di Antonio Mairena e la sua scuola, lo stile tornò a essere favorito, iniziando, insieme alle seguiriyas e tonás una delle più valorizate dagli artisti del flamenco, da critici e pubblico. La soleá di nuovo venne messa in sordina dopo la nascita del nuevo flamenco. I seguaci di Camarón de la Isla e la sua scuola tendono a prestare meno attenzione alle forme tradizionali, stile "duro", favorendo altri "palos" più giocosi come le bulerías o i tangos, che sono più facili da mescolare con il pop e influenzabili dalla musica commerciale.

## Testi
Quando i cantanti cantano la soleá, come succede per molti palos, normalmente essi scelgono differenti versi, con differenti melodie, combinandole secondo l'ispirazione del momento, o secondo un piano prestabilito. Anche se il cantante ha un insieme di idee, egli spesso le muta nella foga del momento. Questi versi differiscono l'uno dall'altro nel soggetto trattato.
Il contenuto delle liriche è generalmente serio di natura, appropriato alla solenne aria della musica. Essi spesso hanno un tono sentenzioso trasmettendo un senso di intimo dolore. Qualche volta può anche manifestarsi la disperazione, più di quanto succede nella seguiriya. A ogni modo è difficile generalizzare; altre volte un verso meno serio può innalzarsi nel mezzo di un altro dal tono grave, e frequente è l'ironia.
La strofa della soleá ha tre o quattro versi. In quella di quattro versi, il secondo e il quarto sono assonanzati, mentre il primo e il secondo sono liberi. Nella stanza di tre versi, l'assonanza è tra il primo e il terzo verso. Alcuni esempi:
| Con tre versi                                                                                            | |
| No se me dada cuidao me hago cargo que ha sío un ensueño y a lo pasaíto pasao.                           | Non avevo preoccupazioni mi resi conto che era un sogno e il passato è passato                                |
| Con quattro versi                                                                                        | |
| Fui piedra y perdí mi centro y me arrojaron al mar y a fuerza de mucho tiempo mi centro vine a encontrar | Ero pietra e persi il mio centro e finii buttato in mare e dopo molto tempo il mio centro di nuovo incontrai. |

Quest'ultimo tipo di verso è la cuarteta romanceada (quartina volgarizzata), una delle più vecchie e più frequenti nella poesia spagnola, derivata dalla forma poetica del "Romance" medievale, un tipo di poesia epica tradizionale che è sopravvissuta fino a oggi nella letteratura sia popolare sia colta.
La melodia della soleá può richiedere la ripetizione di alcuni versi, modificando il loro ordine logico, oppure la soppressione di alcuni, qualche volta anche nel mezzo delle parole, per esempio, una stanza come:
| Con tre versi | |
| En mis cortas oraciones le pido a dios llorando que me quite la salud y a ti te la vaya dando                                                                                      | Nelle mie brevi preghiere chiedo a Dio piangendo che mi privi della salute e la dia a te soltanto.                                                                                |
| Può essere resa nel canto in questo modo: | |
| A Dios llorando yo le pido le pido a Dios llorando yo le pido a Dios llorando que me quite la salud y a ti te la vaya dando en mis cortas oraciones que yo le pido a Dios llorando | Nelle mie brevi preghiere chiedo a Dio piangendo io chiedo a Dio piangendo che mi privi della salute e la dia a te soltanto. nelle mie brevi preghiere che chiedo a Dio piangendo |

## Analisi musicale
La soleá è uno dei palos del flamenco con il più alto numero di canti tradizionali, ed è particolarmente apprezzato sia da esperti artisti sia dal grande pubblico. È molto impegnativo per i cantanti, il fatto di doversi sforzare per essere sempre creativi e, nello stesso tempo, rimanere nel pieno rispetto della tradizione, riuscendo così a trovare un buon equilibrio tra melodia e ritmo, entrambi estremamente difficili. Si richiedono grandi capacità vocali e il cantante dovrebbe riuscire comunque a realizzare un bilanciamento tra passione e controllo.
La melodia della strofa della soleá di solito ha un'estensione limitata (generalmente non oltre la 5ª). La difficoltà consiste nell'uso del melisma e microtoni, che richiedono grande scioltezza nella voce. È consuetudine iniziare una serie di soleares con una strofa più controllata verso i registri bassi, continuando poi man mano con forme sempre più impegnative. La loro successione si placa finendo spesso con una strofa che possiede un tempo molto più brioso nel modo della scala maggiore.

### Compás (misura)
La misura o "compás" della soleá è una delle più grandi usate nel flamenco. Altri palos prendono il loro compás dalla soleá, incluse le bulerías por soleá, i palos del gruppo delle cantiñas, come alegrías, romeras, mirabrás, caracoles o, entro un certo limite, bulerías. Esso consiste di 12 beat. Comunque, la distribuzione dei beat forti e deboli differiscono totalmente dai 12 beat usati nella misura della musica classica. Si potrebbe descrivere, invece, come una combinazione di triplette e doppiette, essendo una forma polimetrica. Comunque, i beat forti sono posti alla fine di ogni gruppo di note (bar), invece che all'inizio (come succederebbe normalmente nella musica dell'ovest) (vedi sincope). Lo schema base del ritmo della soleá, in questo modo, segue questo modello:
(Ogni numero rappresenta un beat. Il quadratino celeste rappresenta il beat debole, mentre quello grande, rotondo e marrone il forte. In alcune forme di soleá i chitarristi colpiscono il corpo della chitarra con il dito anulare sul beat forte, il marrone).
Tuttavia, questo è soltanto una struttura basilare, delle fondazioni, che non viene realmente avvertita nelle "palmas" (il battere delle mani), nella chitarra, o nella ritmica dei piedi di chi danza. È come un tipo di griglia dove gli artisti del flamenco creativamente disegnano il ritmo, che può avere infinite variazioni. Nella realtà si possono sentire molti modelli, dal più semplice al più intricato, secondo l'umore che vuole trasmettere l'artista, o lo scopo della canzone (gestita in modo personale o con l'aiuto di chi balla). In una vera esibizione o registrazione, si possono ascoltare palmas eseguite come nell'esempio sottostante. Il primo è una forma molto comune:
Notate che le palmas spesso (sebbene non succeda sempre) rimangono in silenzio su i beat da 4 a 6, anche se il beat numero 6 è accentato. Questo è specialmente vero quando non si realizza nessun movimento di danza; il principale interesse rimane nella struttura vocale (o strumentale) e troppe percussioni possono distogliere l'attenzione dalla musica. Questi beat, d'altronde, sono spesso schioccati quando c'è il ballo, o quando vengono esibiti altri palos nella stessa misura come in alegrías o nella bulería por soleá. A ogni modo, queste non devono essere prese come delle regole fissate una volta per sempre, ma solo come una direttiva molto più generale.
Un più complesso esempio è questo:
I quadratini arancioni si suonerebbero in modo molto più lieve. Notate l'ampio uso della sincope.
Quelli di sopra sono solo due degli esempi tra le infinite altre possibili variazioni. I pattern (modelli) possono essere alternati e combinati in molteplici modi. Quando ci sono due o più persone che battono le palmas, una di loro generalmente esegue il modello base, enfatizzando i beat regolari, mentre un altro ne realizza di più fantasiosi e sincopati.
Diversamente dalle bulerías por soleá o cantiñas, le quali sono sempre eseguite con beat regolari, la soleá è anche spesso realizzata con il rubato, cioè, rallentanto e accelerando il tempo onde arricchirne la qualità espressiva, nel cui caso le "palmas" e ogni altra percussione vengono a essere evitate. Naturalmente il tempo regolare è anch'esso frequente, diventando obbligatorio quando si suona e si canta per accompagnare chi balla.

### La chitarra nella soleá
Lo stile soleá della chitarra è facilmente identificato dal suo tempo e dal modo frigio, ma anche da una serie di caratteristiche del tocco (strummings) e del fraseggio che si ripetono molte volte, dette "llamadas", con variazioni multiple, durante una canzone o un assolo. Un moderno chitarrista, quando suona la soleá, metterà insieme i tanti frammenti musicali, le cosiddetti "falsetas" con queste caratteristiche di tocco e fraseggio, che sono usati per segnarne l'inizio e la fine (delle falsetas) segnalando così al cantante (se c'è) che la falseta è finita e che egli può iniziare dunque a cantare.
Quando un chitarrista suona in chiave di E, si dice che suoni "por arriba" ("in su"), mentre, se egli suona in A frigio, si dice che suoni "por medio" ("nel mezzo"). La ragione di questo è che molti cantanti e chitarristi di flamenco non hanno di solito un formale educazione musicale: essi perciò non possono identificarne la chiave, ma solo la posizione delle dita.
L'esecuzione della soleá sulla chitarra è estremamente ricca di tecniche e ritmi. Questo ha fatto sì che fosse il più apprezzato degli assoli chitarristici. Tra i chitarristi che primeggiano nell'esecuzione di questo "palo", negli assoli in concerto ci sono Ramón Montoya, Carlos Montoya, nephew of Ramon, Sabicas, Paco de Lucía, Gerardo Núñez e Rafael Riqueni.

## Principali forme di soleá
Gli stili della soleá, o, per meglio dire, le "melodie" sono tradizionalmente classificate secondo la loro origine geografica e dunque derivate dal cantante a cui esse vengono attribuite. Questo fatto non deve essere preso come una assoluta verità. Molte volte, queste attribuzioni fanno assegnamento unicamente alla tradizione orale e alle credenze del cantante e dell'ambiente del flamenco, ma raramente possiedono un'obiettiva evidenza. Anche quando sappiamo per certo che questi (o queste) cantanti ebbero un importante ruolo in ognuna di queste melodie, ciò non ci può assicurare che essi le avessero create per davvero. Forse loro le fecero soltanto diventare molto più popolari, o al limite le svilupparono ulteriormente.

### Soleares de Alcalá
Nonostante più recenti tra quelli tradizionali, alcuni stili di Alcalá erano i più largamente suonati. Il più famoso cantante di questa area, a cui molti stili gli sono stati attribuiti, è Joaquín el de La Paula (1875-1933). Il suo stile di quattro versi per strofa (four-line style), cantato sui registri bassi, in modo molto sobrio, è spessissimo usato come una stanza introduttiva ad altre di ben più brillante timbro vocale (high-pitched).

### Soleares de Triana
Triana è un quartiere di Siviglia. Gli stili di questa area sono solitamente più melodici e musicali. Sono molto difficili da classificare, avendo al suo interno un vasto numero di stili e variazioni. Molte attribuzioni che si danno a un o una cantante particolare sono anche incerte.
- "La Andonda". Molto poco si sa di questa cantante gitana. Alcuni stili di soleá le sono stati attribuiti, ma non c'è nessuna prova evidente che essi attualmente abbiano qualcosa a che fare con lei.
- Stili di Ramón El Ollero. Gli vengono attribuiti parecchi stili.
- Stili di El Zurraque. El Zurraque è un'area della Triana, dove i vasai avevano le loro botteghe. Per questa ragione, questi stili sono spesso chiamati "soleares alfareras" (vasai = soleares).
- Soleares di Cordova. Si suppone che essi derivino dagli stili di Ramón El Ollero. Essi furono portati a Cordova da un cantante chiamato Onofre, e sono spesso note come "Soleares de Onofre".

### Soleares de Cádiz
- Da Enrique el Mellizo (1848-1906). A questo cantante sono stati attribuiti diversi stili, essendo uno che ha influenzato maggiormente l'evoluzione del flamenco, contribuendo con le sue canzoni allo sviluppo di diversi "palos". Altri stili frequenti sono quelli di Paquirri.

### Soleares de Jerez
Sono stati considerati soprattutto variazioni di altri stili locali. Comunque, quelli di Frijones (probabilmente datati intorno al 1846) sono di originale qualità.

### Soleares de Lebrija
Le più famose sono quelle del cantante Juaniquí, di cui abbiamo poche notizie attendibili.

### Soleares de Utrera
Tutti gli stili di Utrera sono attribuiti a La Serneta (1837-1910), una cantante nata a Jerez, che venne a vivere a Utrera da quando era giovane.